# Scopula floccularia
Scopula floccularia är en fjärilsart som beskrevs av Herrich-Schäffer 1870. Scopula floccularia ingår i släktet Scopula och familjen mätare. Inga underarter finns listade.